# Gioele Solari
Gioele Solari (Albino, 25 aprile 1872 – Torino, 8 maggio 1952) è stato un filosofo e giurista italiano.

## Biografia

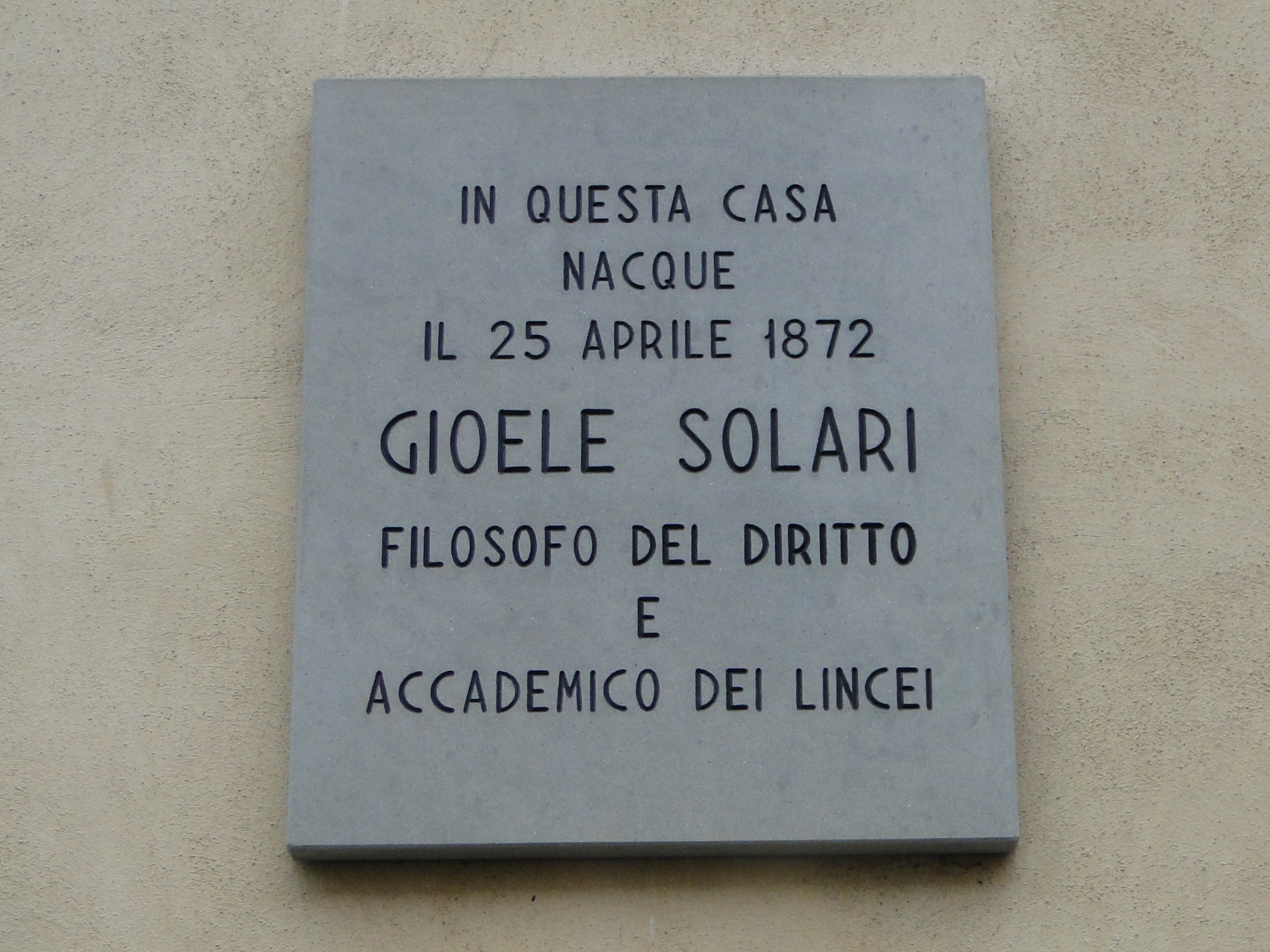
Targa commemorativa sulla casa natale di Gioele Solari presso Albino

Nacque da Antonio Solari, di nobile famiglia, e da Enrichetta Camozzi.
Solari frequentò in gioventù il prestigioso Collegio San Francesco di Lodi retto dai Padri Barnabiti per poi proseguire gli studi all'Università degli Studi di Messina, da dove poi si trasferì presso l'Università degli Studi di Torino: si formò nel Laboratorio di Economia Politica di Salvatore Cognetti de Martiis, per poi scegliere la filosofia del diritto sotto la guida di Giuseppe Carle. Fu anche membro di una tra le istituzioni culturali più prestigiose a livello nazionale: l'Accademia Nazionale dei Lincei, nel 1946.
Fautore di un idealismo sociale e studioso di Mario Pagano, fu un esponente della scuola di filosofia del diritto dell'Università di Torino, dove tenne questa cattedra dal 1917, quando succedette a Carle, al 1948, anno in cui fu sostituito da Norberto Bobbio. Ebbe tra i suoi allievi lo stesso Bobbio, Renato Treves, Uberto Scarpelli, Piero Gobetti, Alessandro Passerin d'Entrèves, Luigi Pareyson, Luigi Firpo, Giorgio Colli, Bruno Leoni, Mario Einaudi e Cesare Goretti.
Per tutta la vita si dedicò esclusivamente all'insegnamento universitario, rifiutando qualsiasi incarico pubblico (non diventò nemmeno preside della sua facoltà); le cattedre da lui ricoperte sono state nelle università di Cagliari (1912-1915), Messina (1915-1918), e Torino (1918-1948). 
Nel 1931 prestò il giuramento di fedeltà al fascismo imposto dal regime ai professori universitari, pena la perdita della cattedra e l'esclusione dall'insegnamento.

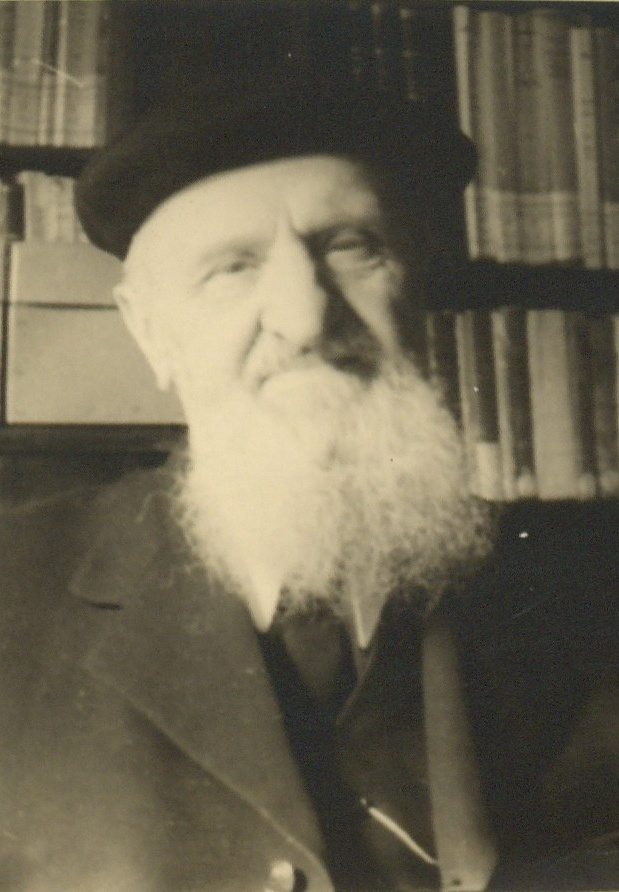
Ritratto di Gioele Solari, 1950 ca

## Opere

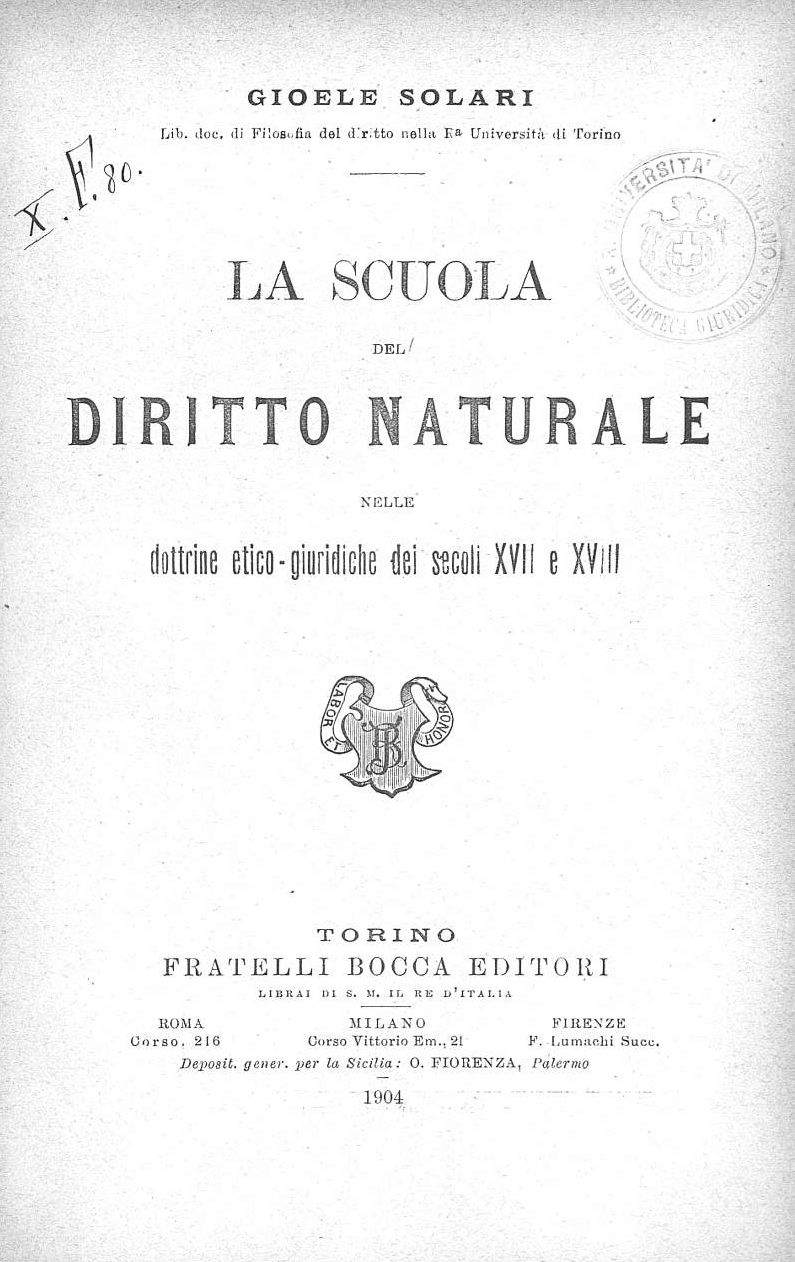
La scuola del diritto naturale nelle dottrine etico-giuridiche dei secoli XVII e XVIII, 1904

- La scuola del diritto naturale nelle dottrine etico-giuridiche dei secoli XVII e XVIII, Torino, Fratelli Bocca, 1904.
- L'idea individuale e l'idea sociale nel diritto privato, 1911.
- Lezioni di filosofia del diritto: anno accademico 1911-12, a cura di Giuseppe Carle e Gioele Solari, raccolte dagli studenti Giuseppe Bruno e Francesca Guasco, Editore La cooperativa dispense dell'A.T.U., Torino, 1912.
- Filosofia del diritto privato, 1930.
- Lezioni di filosofia del diritto, 1942.
- Studi storici della filosofia del diritto, Giappichelli, Torino 1949.
- Studi Rosminiani, a cura di P. Piovani, Giuffrè, Milano 1957.
- La formazione storica e filosofica dello Stato moderno, Guida, Napoli 1962.
- Studi su Francesco Maria Pagano, Giappichelli, Torino 1963.
- Socialismo e diritto privato, Giuffrè, Milano 1980.

## Intitolazioni
L'Università di Torino gli aveva intitolato una biblioteca interdipartimentale. Dal 2014 è intitolata a lui la sezione "Gioele Solari" della biblioteca "Norberto Bobbio" dell'Università di Torino. La biblioteca conserva il fondo "Gioele Solari" e le carte di archivio. Il comune di Bergamo gli ha intitolato un giardino pubblico e una via.  Il comune di Albino gli ha intitolato una via e la scuola media.